# Vlastiboř (Boêmia do Sul)
Vlastiboř é uma comuna checa localizada na região da Boêmia do Sul, distrito de Tábor.